# Премія Бресси
Премія Бресси (італ. Premio Bressa) — наукова нагорода від Туринської академії наук, що була заснована у 1836 році завдяки пожертві за заповітом науковця-фізика Чезаре Бресси (італ. Cesare Bressa, 1783—1836). Премія була поперемінно національною і міжнародною із системою ротації таких наукових дисциплін як хімія, фізіологія, фізика, геологія, математика, патологія, історія, статистика, географія.

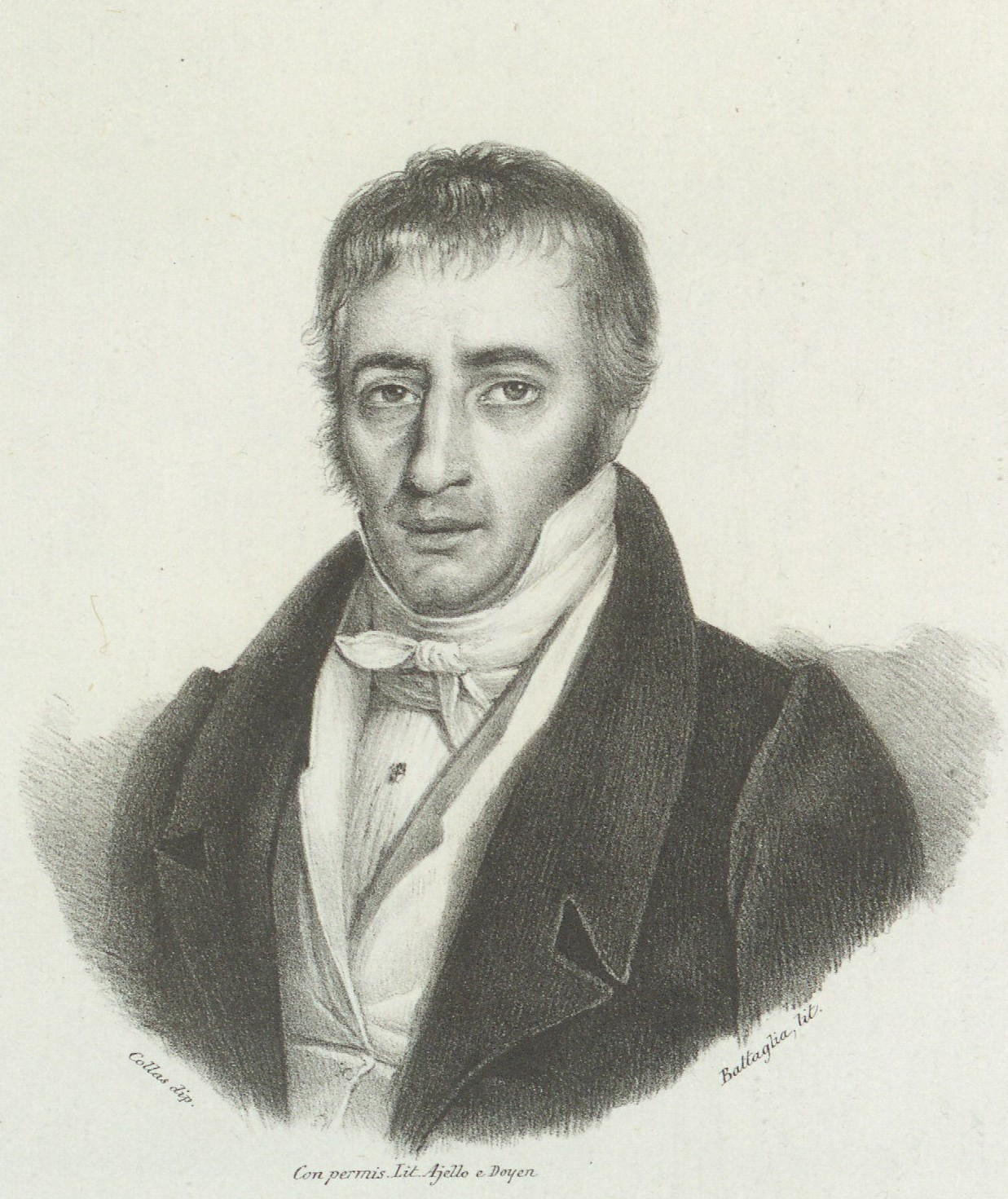
Чезаре Бресса (портрет середини 1830-х)

Проте знадобилося довгих сорок років, щоб отримати можливість вперше присудити премію після того, як у липні 1876 року померла Клаудія Амата Дюпече, бенефіціар спадку. Тому Академія офіційно оголосила про перший конкурс лише на засіданні 10 грудня того ж року. За рішенням доктора Мортари у конкурсі могли брати участь науковці з будь-якої країни з відкриттями чи науковими роботами, які вони виконали протягом періоду 1875—1878 років.
Першим премію отримав Чарлз Дарвін за свої ботанічні дослідження. Загалом у першому конкурсі взяли участь 11 дуже різних науковців. Окрім Дарвіна, можна побачити такі імена вчених, що претендували на премію за свої здобутки: інженер Ораціо К'яццарі (італ. Orazio Chiazzari), за нову систему для живлення котлів локомотивів; Берлінська академія наук за видання «Corpus inscriptionum latinarum»; Луї-Поль Кайєте і Рауль-П'єр Пікте за відкриття зрідження газів; професор Альфред Ледьє (фр. Alfred Ledieu) за дві різні праці, що стосуються навігації та флоту; хімік Поль Еміль Лекок де Буабодран за відкриття галію та публікації про спектрометричний аналіз; Альфред Рассел Воллес за роботу з питань географічного поширення тварин; американський астроном Асаф Голл за відкриття супутників Марса; британський дослідник Генрі Мортон Стенлі за географічні відкриття, зроблені в Африці; трієстський математик Джуліо Асколі за один із своїх мемуарів і, навіть, Александер Грем Белл за винахід телефону.
Коли першу премію ще не було присуджено, Академія 29 грудня 1878 року запустила механізм (тобто створення ради, публікація оголошення тощо) для проведення другої номінації, яка стосувалась чотириріччя 1877—1880 років і призначеної лише для італійських науковців. Цього разу був оголошений переможцем 28 грудня 1881 року італійський мандрівник Луїджі Марія Д'Альбертіс за географічні та етнографічні відкриття, описані в його праці під назвою «До Нової Гвінеї: що я бачив і що я зробив» (італ. Alla nuova Guinea: ciò che ho veduto e ciò che ho fatto).
Востаннє премію присуджували у 2006 році. Спочатку премія вручалась як визнання відкриттів, зроблених за чотирирічний період, що передував даті присудження. До 2006 року, коли премія Бресси була присуджена востаннє, було нагороджено 35 номінантів, а мандрівник Філіппо Де Філіппі (1869—1938) отримував її двічі поспіль.

## Список лауреатів
- 1879: Чарлз Дарвін (1875-78)
- 1881: Луїджі Марія Д'Альбертіс (1877-80)
- 1883: Ормуз Рассам (1879-82)
- 1885: Паскуале Вілларі (1881-84)
- 1887: Луї Пастер (1883-86)
- 1889: Доменіко Компаретті[en] (1885-88)
- 1891: Генріх Герц (1887-90)
- 1893: Анджело Баттеллі[en] (1889-92)
- 1895: Джон Вільям Стретт (лорд Релей) (1891-94)
- 1897: Джузеппе Пітре[en] (1893-96)
- 1899: Ернст Геккель (1895-98)
- 1901: Родольфо Ланчані[en] (1897—1900)
- 1903: Луїджі Амедео (1899-02)
- 1905: Карло Альфонсо Налліно[en] (1901-04)
- 1907: Ернест Резерфорд (1903-06)
- 1909: Ернесто Скіапареллі (1905-08)
- 1911: Ріхард Мартін Вільштеттер (1907-10)
- 1913: Вітторіо Фіоріні[it] (1909-12)
- 1915: Антоніо Берлезе[en] (1911—14)
- 1917: Паоло Орсі[en] (1913—16)
- 1919: Філіппо Де Філіппі[en] (1916-18)
- 1921: Філіппо Де Філіппі[en] (1917-20)
- 1923: Франческо Верчеллі[it] (1919-22)
- 1925: Джан Альберто Блан[it] (1921-24)
- 1927: Альберто де Агостіні[en] (1923-26)
- 1929: Луїджі Боджано-Піко (італ. Luigi Boggiano-Pico, 1925-28)
- 1933: Олів'єро Оліво[it] (1929-32)
- 1935: Карло Феррарі[it] (1929-34)
- 1937: Леоніда Тонеллі[en] (1933-36)
- 1939: Ромоло Деальо (італ. Romolo Deaglio, 1935-38)
- 1941: Пласідо Чікала[it] (1937-40)
- 1943: Карло Мінеллі (італ. Carlo Minelli, 1939-42)
- 1973: Альдо Гізетті[it]
- 1973: Лео Фінці[it]
- 1997: Еціо Пелізцетті (італ. Ezio Pelizzetti)
- 2006: Луїджі Лука Каваллі-Сфорца[en]